# Памятник Тарасу Шевченко (Оттава)

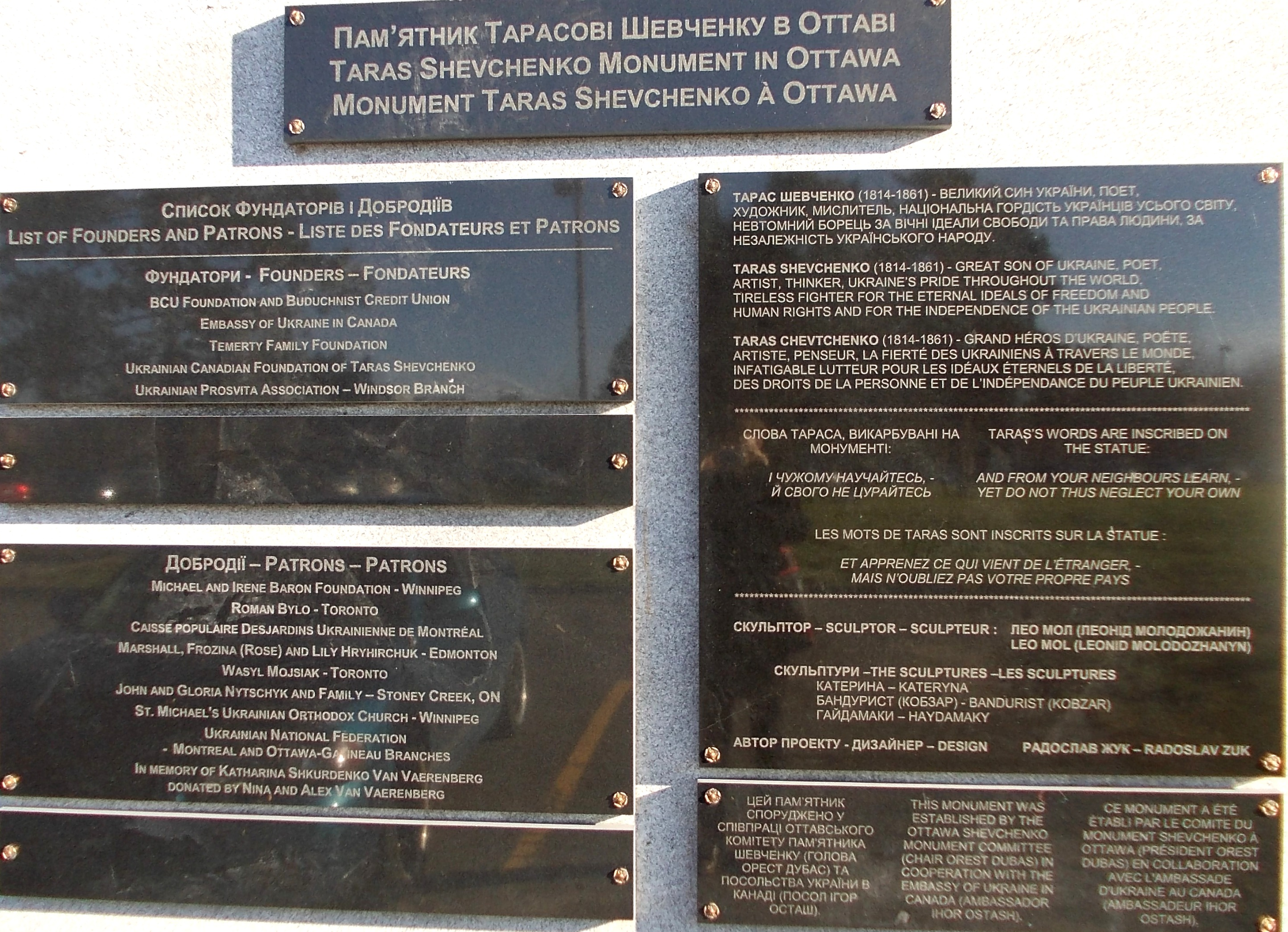
Памятная доска

Памятник Тарасу Шевченко (англ. Taras Shevchenko Monument, укр. Пам'ятник Тарасові Шевченку) — монумент, воздвигнутый в честь украинского поэта, прозаика, художника и этнографа Тараса Григорьевича Шевченко в канадской столице городе Оттава. Открыт 26 июня 2011 года.

## Описание
Бронзовая скульптура изображает поэта в полный рост в окружении персонажей его произведений. Тарас Шевченко одет в длинный плащ с накидкой — в этой одежде он изображён на многих своих прижизненных портретах. В левой руке Шевченко держит палитру и три кисточки.
Высота скульптуры — 3 метра, масса — 630 кг.
Три барельефа, дополняющих композицию, изображают: гайдамаков (1,2 м, 163 кг), Катерину с младенцем (1,2 м, 163 кг) и бандуриста (1,2 м, 1256 кг).

## Автор
Памятник является последней крупномасштабной работой скульптора Лео Мола (настоящее имя — Леонид Григорьевич Молодожанин), урождённого украинца и гражданина Канады.

## Место
Памятник расположен на границе Бейслайн-роуд, Baseline Road и Херон-роуд, Heron Road, двух весьма оживлённых дорог Оттавы, поблизости от канала Ридо, который символично напоминает Днепр. Участок около памятника довольно просторен и позволяет проводить большие собрания людей, и вряд ли будет застраиваться в дальнейшем, поскольку с одной стороны граничит с городским парком, а с другой — с греко-католическим Собором св. Иоанна Крестителя. Рядом имеется парковка для машин.